# David Kopřiva
David Kopřiva, född den 18 oktober 1979 i Prag i Tjeckien, är en tjeckisk roddare.
Han tog OS-silver i scullerfyra i samband med de olympiska roddtävlingarna 2004 i Aten.